# Нагуманов Дайлягай Сіраєвич
Дайлягай Сіраєвич (Давлетгарей Сираєвич) Нагуманов (тат. Дәүләтгәрәй Сирай улы; 1922—1944) — радянський офіцер, танкіст, учасник Другої світової війни, Герой Радянського Союзу (24 березня 1945).

## Біографія
Народився 6 жовтня 1922 року в селі Нижньоарметово (нині Ішимбайського району Башкортостану) в сім'ї робітника. За національністю татарин.
Закінчив 9 класів у Стерлітамаку, потім працював слюсарем на Стерлітамацькому спиртокомбінаті.
У 1941 році призваний в армію Стерлітамацьким міським військкоматом. У 1943 році закінчив Саратовське танкове училище. З жовтня 1943 року воював на фронті, був командиром взводу танків-тральщиків 166-го окремого танкового інженерного полку (2-а штурмова інженерно-саперна бригада, 70-а армія, 1-й Білоруський фронт).
12 жовтня 1944 року в районі селища Міхалув, за 20 кілометрів на північ від Варшави, під час бою підпалив три ворожих танки, але його танк теж загорівся, після чого він повів його на таран танка противника.
Похований поблизу селища Велишев, на північ від Варшави. Після війни перепохований у Варшаві на алеї Звірскі і Віґури.
Указом Президії Верховної Ради СРСР від 24 березня 1945 року за зразкове виконання завдань командування і проявлені стійкість, мужність і героїзм у боях з німецько-фашистськими загарбниками» старшому лейтенанту Нагуманову Дайлягаю Сіраєвичу посмертно присвоєно звання Героя Радянського Союзу.
Всього на бойовому рахунку танкових екіпажів Д. С. Нагуманова близько 10 підбитих і знищених танків і штурмових гармат противника.

## Нагороди та звання
- Герой Радянського Союзу (24 березня 1945, посмертно);
- орден Леніна (24 березня 1945, посмертно);
- орден Червоного Прапора (15 листопада 1943);
- орден Червоної Зірки (12 липня 1944).

## Пам'ять
- Ім'я Д. С. Нагуманова носить вулиця в місті Стерлітамаку.
- Бюст Героя Радянського Союзу Д. С. Нагуманова встановлений у Стерлітамаку.
- На будівлі школи № 4 у Стерлітамаку, де навчався Д. С. Нагуманов, встановлена меморіальна дошка.